# Litening

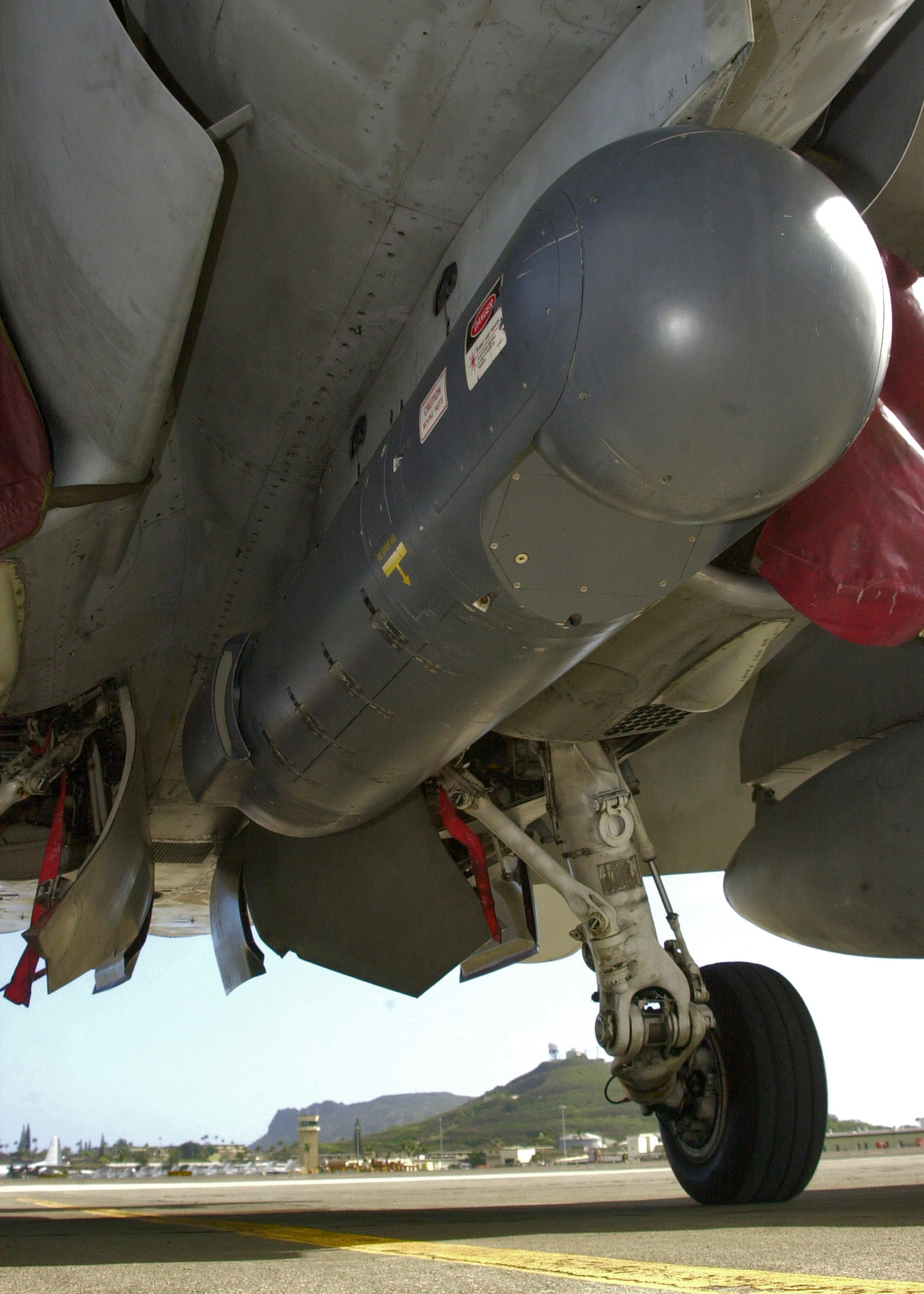
Litening célmegjelölő konténer amerikai F/A–18 Hornet vadászbombázóra függesztve

A Litening katonai repülőgépekre függeszthető célmegjelölő konténer, melyet az izraeli Rafael Advanced Defense Systems Missile Division fejlesztett ki az 1990-es években. A kategória egyik legelterjedtebb típusa, mintegy húsz ország fegyveres erőiben állították hadrendbe. A Magyar Honvédség JAS 39 Gripen vadászbombázóin is alkalmazzák, az Amerikai Légierőben AN/AAQ–28(V) néven rendszeresítették. Alkalmas földi és légi célok azonosítására, távolságuk merésére és földrajzi helyzetük meghatározására (GPS-irányítású fegyverek számára), valamint lézerrel történő megjelölésére lézerirányítású fegyverek számára.
A konténer elejébe minden irányba elforgathatóan, giroszkóppal stabilizálva egymással párhuzamosan építettek be egy infravörös kamerát, egy látható fényben működő kamerát, egy lézeres távmérőt és célmegjelölő berendezést.